# تاو۶ مار
تاو۶ مار یک ستاره است که در صورت فلکی مار قرار دارد.